# Martin Cellarius
Martin Borrhaus - en llatí Martin Cellarius - (Stuttgart, 1499 – Basilea, 11 d'octubre de 1564) va ser un humanista alemany i teòleg reformador. Escrigué De operibus Dei (1527) i De haereticis an sint gladio puniendi (1554). Cellarius va estar associat amb Sebastiano Castellio, Celio Secondo Curione i Miquel Servet, i a més d'antitrinitari, també rebutjava el baptisme dels nens.
Fill adoptiu de Simon Keller, va estudiar a la Universitat de Tübingen, on es va graduar en 1515 i hi va conèixer Philipp Melanchthon. El 1520, es va traslladar a la Universitat d'Ingolstadt per estudiar-hi grec, hebreu i teologia en les classes de Johannes Eck. Després d'una disputa amb Eck, se'n va anar a Wittenberg, on hi va ensenyar matemàtiques a l'escola privada de Melanchthon. Tanmateix, a causa de la radicalitat de les seves idees, va ser expulsat com a heretge a l'abril de 1522.
En els anys següents Cellarius va viatjar en companyia de Felix Manz a través de Suïssa, Àustria, Polònia i Prússia. El 1526 es va assentar a la ciutat alsaciana d'Estrasburg, casant-se amb Odília d'Utenheim. Sota la influència de Wolfgang Capito, Cellarius va publicar la seva primera obra, "De operibus Dei", l'any 1527. Es tractava de la primera obra obertament mil·lenarista del cercle luterà, i el primer atac a la Santíssima Trinitat. Va inspirar l'Unitarisme transilvà de Giorgio Blandrata i Ferenc Dávid.
El 1536 va morir la seva esposa i es va anar a Basilea, on es va guanyar la vida com vidrier, i s'hi va casar de nou. El 1541 el seu amic Simon Grynaeus va aconseguir col·locar-lo com a professor de filosofia a la Universitat de Basilea. Per al 1544 ja hi va començar a ensenyar l'Antic Testament i va ser-ne rector els anys 1546, 1553 i 1564.